# Hillerød-Frederiksværk-Hundested Jernbane

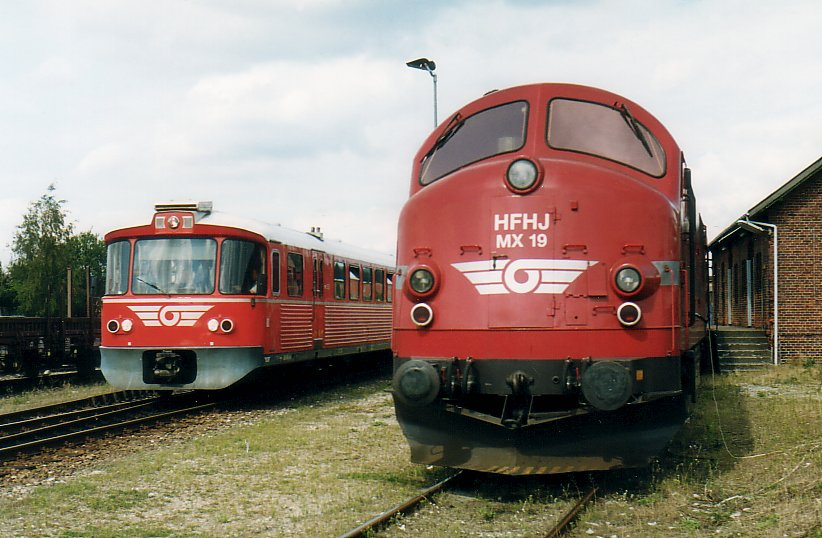
HFHJ Lynette Ym 4 (links) en MX 19 (rechts), een voormalige DSB diesellocomotief type MX in Frederiksværk

Hillerød-Frederiksværk-Hundested Jernbane (HFHJ) of Frederiksværkbanen, genoemd naar de spoorlijn Frederiksværkbanen, was een private spoorwegmaatschappij in het noordwesten van Seeland in Denemarken, opgericht in 1897 als Hillerød-Frederiksværk Jernbane (HFJ) en in 1916 gewijzigd in HFHJ.

## Geschiedenis
De HFJ werd opgericht in 1897 en exploiteerde sinds 31 mei van dat jaar de spoorlijn Frederiksværkbanen tussen Hillerød en Frederiksværk. Op 22 december 1916 werd de lijn verlengd vanuit Frederiksværk naar Hundested, waar passagiers konden doorreizen naar Jutland met de veerboot naar Rørvig.
Per 1 april 1961 ging de HFHJ een samenwerkingsverband met Gribskovbanens Driftsselskab (GDS) aan. Beide maatschappijen bleven afzonderlijk, maar onder andere het materieelbeheer werd gezamenlijk uitgevoerd. Dit was te zien aan de opschriften "GDS-HFHJ" op het materieel.
In mei 2002 fuseerden de meeste private spoorwegmaatschappijen op Seeland, waaronder ook de HFHJ en GDS, in de nieuwe spoorwegmaatschappijen Hovedstadens Lokalbaner (beheer van infrastructuur en materieel) en Lokalbanen (exploitatie van de treindiensten).

## Materieel
GDS-HFHJ beschikte tot voor de fusie in mei 2002 over dieseltreinstellen van het type Lynette en IC2 voor de reizigersdienst. HFHJ beschikte verder over een viertal van de DSB overgenomen diesellocomotieven type MX voor de goederendienst. Daar de GDS geen goederentreinen exploiteerde waren deze locomotieven in eigen beheer van HFHJ.